# フェルディナンド1世 (ルーマニア王)
フェルディナンド1世（ルーマニア語: Ferdinand I、1865年8月24日 - 1927年7月20日）は、ルーマニア国王（在位：1914年10月10日 - 1927年7月20日）。
在位中の1917年に発行された旧10・25・50バニ（1レウ＝100バニ、単数形はバン）の3種の紙幣に肖像が使用されていた。

## 生涯

### 生い立ち
ホーエンツォレルン侯レオポルトと、ポルトガル女王マリア2世の三女アントニアの次男としてジクマリンゲンで生まれる。父レオポルトと兄ヴィルヘルムがルーマニア王位継承を辞退したため、1888年11月にフェルディナントが子のない叔父カロル1世の法定推定相続人となった。ルーマニア政府は彼にカトリックから正教会への改宗を要求しなかったが、フェルディナンドの子供たちがルーマニア国教である正教会信徒として育てられるよう求めた。
1887年に隣国ブルガリア公国の公位に就いたフェルディナントは、母アントニアの従弟であった。彼はフェルディナンドの治める王国の大きな敵となっていった。国境を接するオーストリア＝ハンガリー帝国皇帝フランツ・ヨーゼフ1世は、明らかにルーマニア人が多数を占めているトランシルバニアの支配者でもあった。フランツ・ヨーゼフとは、母方の曾祖母マリア・レオポルディナを通じて縁戚関係にあった。
1893年、フェルディナンドは遠縁にあたるイギリス王女マリー・オブ・エディンバラ（ルーマニア語名:マリア）と結婚した。夫妻の共通の先祖は、ザクセン＝コーブルク＝ザールフェルト公フランツであった。また、マリアの母はロシア皇女マリア・アレクサンドロヴナであったことから、ルーマニアと国境を接するロシア皇帝ニコライ2世とはいとこ同士であった。この結婚で、フェルディナンド夫妻には三男三女が生まれた（末子ミルチャは夭折）。マリアは結婚生活の終わりには既に不貞をはたらいており、ミルチャは愛人バルブ・シュティルベイ（元ワラキア公バルブ・シュティルベイの孫）との間に生まれたとされる。フェルディナンドは醜聞が公になるのを望まなかったとされ、マリアの生んだ子供たちの認知を拒否しなかった。

### ルーマニア国王

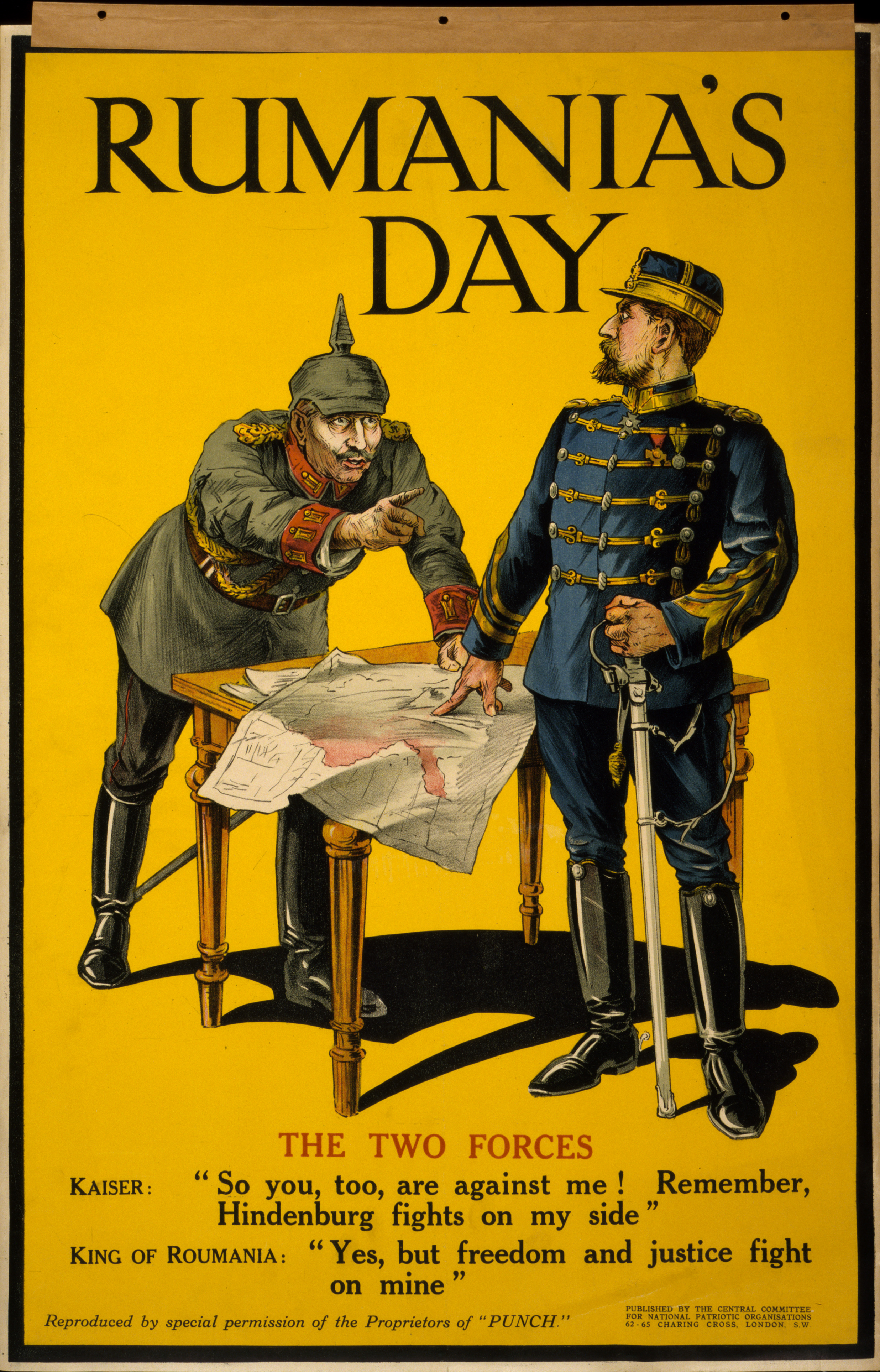
ドイツ皇帝ヴィルヘルム2世とフェルディナンド1世（イギリスの第一次世界大戦中のポスター）

1914年10月10日、叔父の死によって王位を継承した。ドイツ帝室ホーエンツォレルン家の縁者であったものの、フェルディナンドは第一次世界大戦にルーマニアが参戦するにあたり、中央同盟国に対抗する三国協商側につくことを1916年8月27日に表明した。彼は『愛国者』というあだ名を持っており、1914年にルーマニア政府を前にして宣誓した。
| 「 | 私は善良なルーマニア人として統治する | 」 |

フェルディナンド1世のドイツ人としてのルーツへのこの裏切り行為の結果、ドイツ皇帝ヴィルヘルム2世はフェルディナンドの名前をホーエンツォレルン家の名簿から消した。
参戦後逆転されたにもかかわらず、ドブロジャ地方とワラキアは中央同盟国に占領され、1917年にルーマニアは戦ってドイツ軍がモルダヴィアへ進軍するのを食い止めた。1918年のブレスト＝リトフスク条約でボリシェヴィキ政府が訴えを起こすと、ルーマニアは中央同盟国に囲まれており、ブカレスト条約（南部ドブロジャの獲得をあきらめ、北部ドブロジャの南部をブルガリアに割譲するよう取り決められた）の締結を強いられた。しかし、フェルディナンドは条約の署名を拒否した。三国協商側がテッサロニキの前線へ進軍しブルガリアを打ち負かすと、フェルディナンドはルーマニア軍の再動員を命じ、ルーマニアは三国協商側について再度参戦した。
ルーマニアの戦争努力の結果は、1918年にベッサラビア、ブコヴィナ、トランシルバニアがルーマニアと合同することになった。フェルディナンドは三国協商側が中央同盟国に勝利したことにともない、1918年から1920年にかけてのルーマニアの国土を非常に拡大した支配者となったのである。ルーマニアとハンガリー・ソビエト共和国との争い、またロシアでの内戦の間、フェルディナンドは1922年10月15日、トランシルバニアの伝説的な威厳ある都市アルバ・ユリアで壮麗な戴冠式を執り行った。

### 戦後

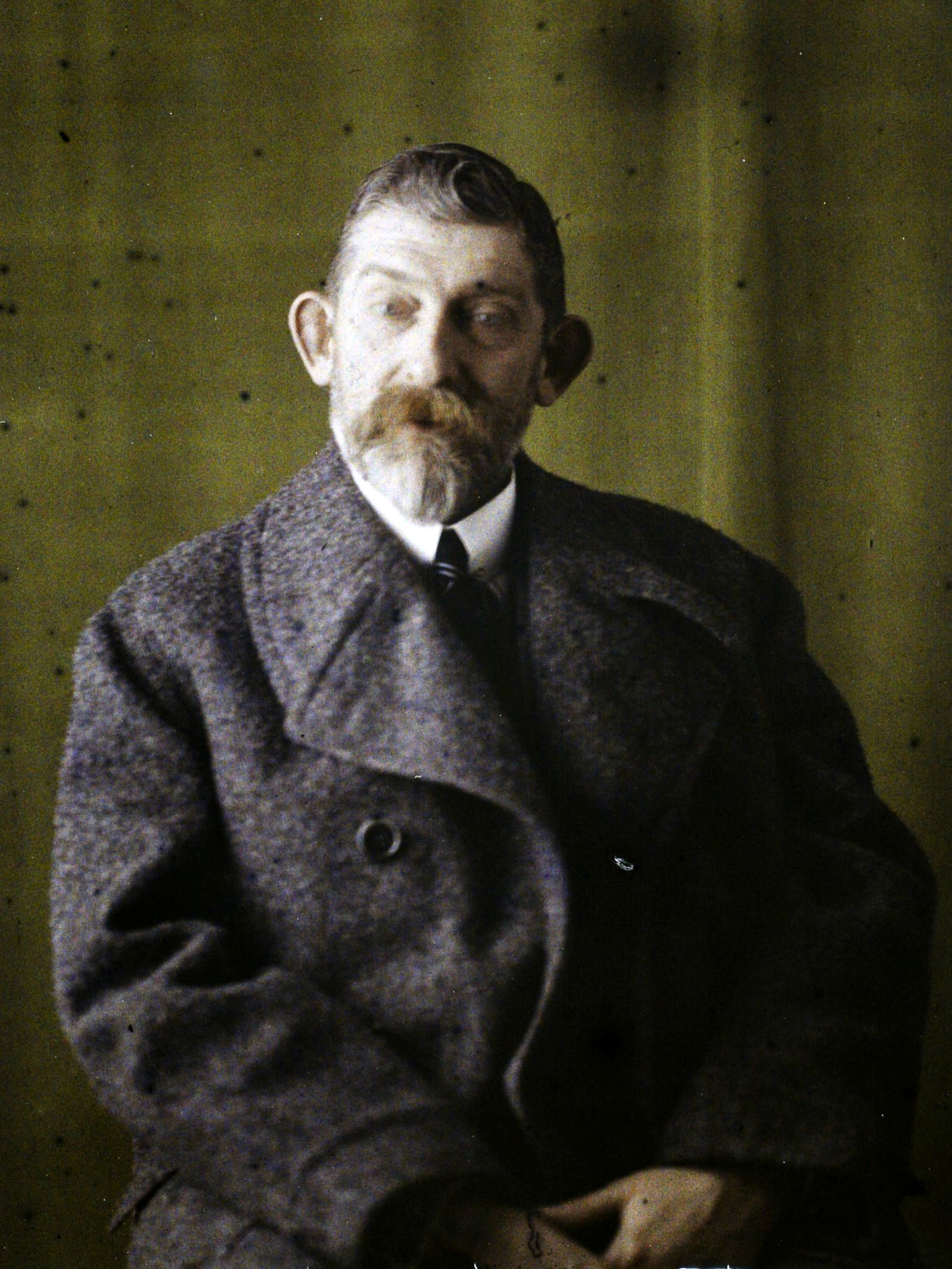
1924年のフェルディナンド1世（オートクローム）

フェルディナンド1世の治世での国内政治は、イオン・I・C・ブラティアヌ（Ion I. C. Brătianu）とヴィンティラ・ブラティアヌ（Vintilă Brătianu）の兄弟が率いる保守的な国民自由党に支配されていた。トランシルバニアの獲得は皮肉にも、反・国民自由党派の選挙基盤を拡大させることになった。1926年10月、トランシルバニアのルーマニア民族党（Partidul Naţional Român）と旧王国（ワラキアおよびモルドヴァ）に基盤を持つ農民党（Partidul Ţărănesc）が合併して国民農民党（Partidul Naţional-Ţărănesc）が結成された。反保守と政治改革を掲げる同党は、1928年の選挙で77.76%の得票率を得て大勝し、与党第一党となったのである。
フェルディナンド1世は1927年に崩御した。摂政のもとで孫息子ミハイ1世が即位した。摂政は3人の定員で構成され、摂政の一人はフェルディナンドの次男ニコラエ王子が務めた。